# Palion Zarka
Palion Zarka (Fier, 17 april 1984) is een Albanees voormalig wielrenner, die in eigen land naam maakte in de Ronde van Albanië, waarvan hij vier keer het eindklassement op zijn naam schreef. Hij werd tevens meerdere malen Albanees kampioen op de weg en op de tijdrit.
Zarka reed nooit voor een professionele wielerploeg.

## Belangrijkste overwinningen
2002
 Albanees kampioen tijdrijden, Elite
2004
Eindklassement Ronde van Albanië
2005
1e, 2e, 3e en 5e etappe Ronde van Albanië
Eindklassement Ronde van Albanië
2006
 Balkanees kampioen tijdrijden, Beloften
2e etappe deel B en 3e etappe Ronde van Albanië
Eindklassement Ronde van Albanië
2007
3e, 4e en 5e etappe Ronde van Albanië
Eindklassement Ronde van Albanië
 Albanees kampioen tijdrijden, Elite
 Albanees kampioen op de weg, Elite
 Balkanees kampioen tijdrijden, Beloften
2008
 Albanees kampioen tijdrijden, Elite
 Albanees kampioen op de weg, Elite
4e etappe Ronde van Albanië
2009
Proloog Ronde van Albanië